# Lobergshöjden
Lobergshöjden är ett naturreservat i Karlskoga kommun i Örebro län.
Området är naturskyddat sedan 2009 och är 40 hektar stort. Reservatet omfattar natur väster och sydväst om Lobergshöjden och består av barrskog.